# فرودگاه راکی مانتین متروپولیتن
فرودگاه راکی مانتین متروپولیتن  (به انگلیسی: Rocky Mountain Metropolitan Airport) (به زبان بومی: formerly Jefferson County (Jeffco) Airport) یک فرودگاه همگانی با کد یاتا BJC است که یک باند فرود آسفالت دارد و طول باند آن ۲۷۴۳ متر است. این فرودگاه در کشور ایالات متحده آمریکا قرار دارد و در ارتفاع ۱۷۲۹ متری از سطح دریا واقع شده است.